# Coronado (Califórnia)
Coronado é uma cidade localizada no estado norte-americano da Califórnia, no condado de San Diego. Foi incorporada em 11 de dezembro de 1890.
A cidade é, algumas vezes, chamada de "The Tent City", ou seja, "Cidade das Tendas", referindo-se à existência junto ao célebre Hotel del Coronado de casas de campo que serviam de residência aos empregados do hotel. A cidade é um destino popular para os sandieguenses, estado-unidenses e outros turistas internacionais. A pequena comunidade orgulha-se de ter uma atmosfera intimista e um ambiente de alta categoria. O distrito é um dos mais caros para se viver na Califórnia, condado de San Diego e de todo o país.

## Geografia
De acordo com o United States Census Bureau, a cidade tem uma área de 84,6 km², onde 20,5 km² estão cobertos por terra e 64 km² por água.

## Demografia
Segundo o censo nacional de 2010, a sua população é de 18 912 habitantes e sua densidade populacional é de 920,80 hab/km². É a cidade que, em 10 anos, teve a maior redução populacional do condado de San Diego. Possui 9 634 residências, que resulta em uma densidade de 469,07 residências/km².

## Turismo

### Hotel del Coronado

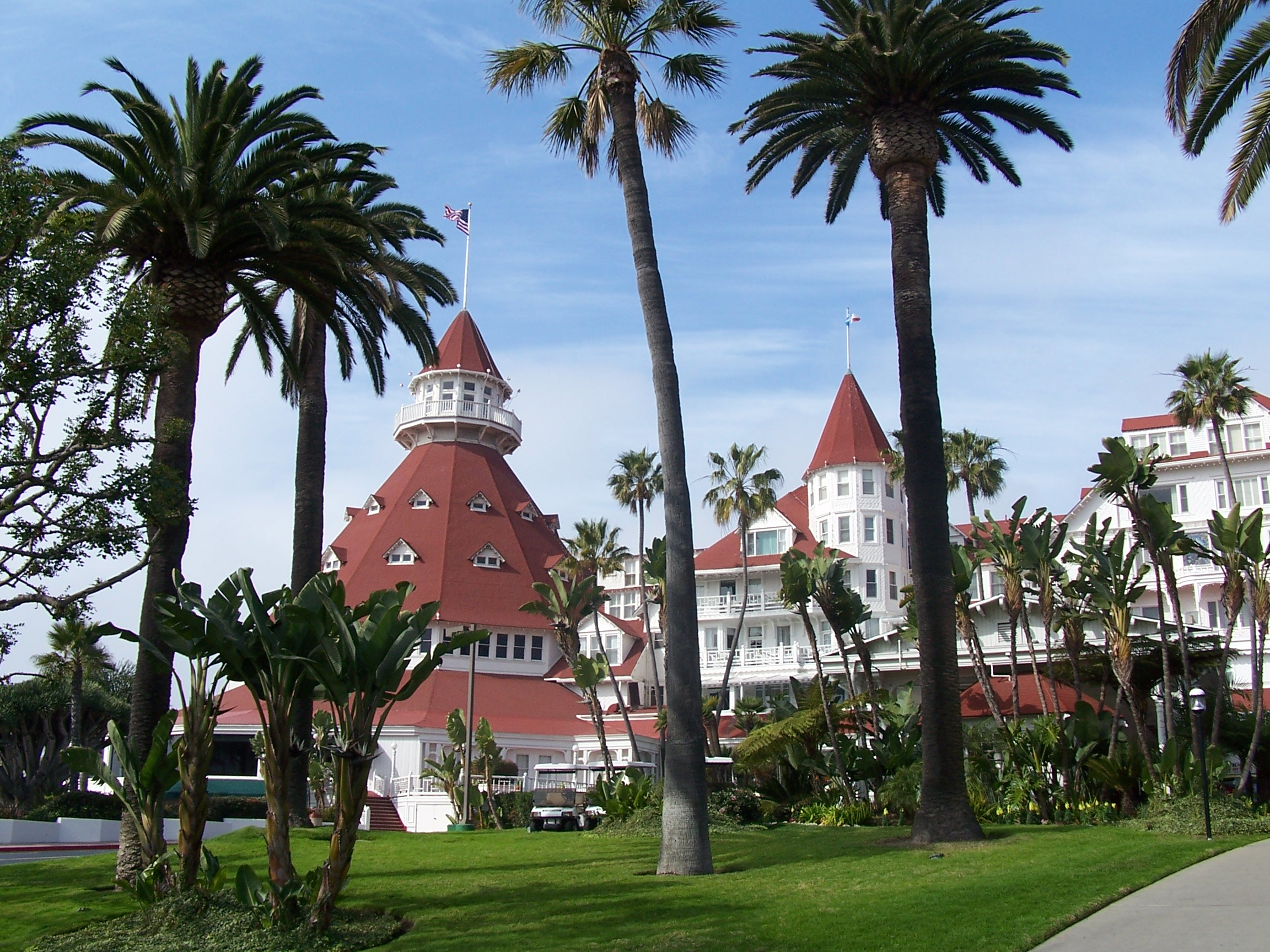
O Hotel del Coronado

Coronado é o lugar do famoso Hotel del Coronado, construído em 1888 e considerado como um dos resorts mais exclusivos do mundo. Está listado como um National Historic Landmark e apareceu em filmes como Some Like It Hot e The Stunt Man, e ainda lugar da canção  Stolen de Dashboard Confessional.
O hotel histórico teve muitos heróis estado-unidenses como visitantes, como Charles Lindbergh, Thomas Edison e figuras desportivas lendárias como Babe Ruth, Jack Dempsey, Willie Mays, Magic Johnson ou Muhammad Ali. Muitos dos residentes também o visitaram, incluindo  os presidentes Franklin Roosevelt, Lyndon Johnson, Richard Nixon, Gerald Ford, Jimmy Carter, Ronald Reagan, George H. W. Bush e Bill Clinton.